# Livadna kozja brada
Livadna kozja brada (lat. Tragopogon pratensis) je dvogodišnja biljka iz porodice Asteraceae. Naraste do 70 cm visine. Udomaćena je u Europi i Sjevernoj Americi. Cvate žutim cvjetovima, između lipnja i listopada. Korijen i pupoljci ove biljke su jestivi. U Armeniji djeca od mliječnog soka biljke izrađuju domaću gumu za žvakanje.

## Vanjske poveznice
PFAF database Tragopogon pratensis
- T. pratensis